# Asterix & Obelix XXL
Asterix & Obelix XXL је акционо-авантуристичка видео игрица која је први пут објављена 2003. Заснована је на француској серији стрипова о Астериксу, галском ратнику. Временски је игра смјештена у 50. годину прије нове ере, а Астериксу у борби против Римљана помаже његов најбољи пријатељ Обеликс. У Сједињеним Америчким Државама издата је само за PlayStation 2 под насловом Asterix & Obelix: Kick Buttix. Наредне године је објављен и наставак под насловом Asterix & Obelix XXL 2: Mission: Las Vegum.

## Заплет
Једног обичног дана Астерикс, Обеликс и Гаровикс одлазе из села у шуму у да лове дивље свиње. Док ходају шумом, спрема се олуја, а у оближње дрво удари гром. Гаровикс се уплашио и побјегао. Док га траже, Астерикс и Обеликс угледају пламен у даљини. Астерикс жури да истражи шта се дешава, а Обеликс остаје да тражи Гаровкса. По доласку на мјесто догађаја, Астерикс упознаје римског тајног агента, који је служио Цезару. Он се осјећа презреним јер га је Цезар отпустио из службе и пристаје да им помогне да осујете планове Римљана. Осећа се презреним што га је Цезар отпустио и пристаје да помогне Астериксу и Обеликсу да осујети планове Римљана. Астерикс улази у спаљено село и затиче пуно Римљана у њему. Брзо их савлађује и пробија се кроз село до врха брда близу мора. Тамо срећа Обеликса, који још није пронашао Гаровкса. Од агента сазнају да су њихове пријатеље отели Римљани. Они га затим прате до пристаништа, гдје им он показује двије барке далеко у даљини, говорећи им да су њихови пријатељи вјероватно затворени на њима. Даље уз стазу, тајни агент проналази Гаровкса, који се придружује Астериксу и Обеликсу у њиховој новој авантури. Док се крећу сеоским путем боре се са Римљанима на које наилазе. На крају пута наилазе на вагон са катанцем, Обеликс разваљује врата и ослобађа Аспириникса, сеоског друида. Аспириникс им прича да је, док је био затворен, чуо Цезарове планове да њихове пријатеље из села пошаље у различите дијелове Римског царства. Њихове локације су биле урезане на мапи од бијелог мермера. Мапу је, након што ју је показао војницима, Цезар разбио. Аспириникс се враћа у село, а Астерикс и Обеликс уз пратњу Гаровикса крећу на прву локацију да ослободе пријатеље из "канџи" Римљана.

## Ремастер
Microids је 28. јула 2020. најавио ремастеризовану верзију названу Asterix & Obelix XXL Romastered која је објављена 22. октобра 2020. Ремастер садржи побољшане визуелне ефекте, комплетан редизајн неких анимација, два нова режима игре, нову камеру и нове звучне записе. Постоји и опција за враћање на оригинални режим играња. 